# Thomas Griffiths
Pour les articles homonymes, voir Griffiths.
Thomas Griffiths, né le 2 juin 1791 à Londres et mort le 19 août 1847, est un évêque catholique anglais qui fut vicaire apostolique du district de Londres.

## Biographie
Anglican, il se convertit au catholicisme dans l'enfance, en même temps que sa mère. Il suit à partir de l'âge de 13 ans toutes ses études au St Edmund's College et il est ordonné prêtre en 1814. Quatre ans plus tard, il dirige le St Edmund's College, poste qu'il assume pendant quinze ans. Il est nommé alors coadjuteur de Mgr James Bramston, vicaire apostolique du district de Londres. Il est consacré évêque in partibus d'Olène (de), le 28 octobre 1833 dans la chapelle du St Edmund's College par Mgr Bramston. À la mort de ce dernier trois ans plus tard, Mgr Griffiths lui succède. Il est installé le 11 juillet 1836.
Dans les années 1840, le désir de rétablir la hiérarchie ordinaire en Angleterre se fait de plus en plus pressant. Les quatre vicariats apostoliques, mis en place sous le règne de Jacques II d'Angleterre, laissent la place à huit vicariats apostoliques et Mgr Griffiths garde le district ecclésiastique  de Londres.
Les années suivantes voient le mouvement d'Oxford s'épanouir provoquant de nombreuses conversions de personnalités intellectuelles, ainsi que l'augmentation de l'immigration irlandaise catholique. De même, ces années sont celles de l'expansion coloniale britannique et certains nouveaux territoires sont placés directement sous la juridiction ecclésiale de Londres, ce qui amène Thomas Griffiths à rencontrer certains officiels du gouvernement.
Il meurt subitement en 1847. Mgr Ullathorne prononce l'éloge funèbre. Il est enterré dans la chapelle de St Edmund's College où une chapelle est spécialement conçue pour sa tombe par Pugin.